# ٻ
Beaʾ ‹ ٻ › est une lettre additionnelle de l’alphabet arabe utilisée dans l’écriture du fulfulde, du haoussa, de l’od, du saraiki et du sindhi.

## Utilisation
En saraiki et sindhi, ‹ ٻ › représente une consonne occlusive injective bilabiale voisée [ɓ].
En fulfulde et haoussa écrit avec l’alphabet arabe défini dans l’alphabet national tchadien, ‹ ٻ › représente une consonne occlusive injective bilabiale voisée [ɓ]. Elle est aussi représentée par un bāʾ petit v sosucrit ‹ ࢠ › au Sénégal et bāʾ hamza suscrit ‹ ࢡ › au Cameroun et est transcrite avec le b crocheté ‹ ɓ › dans l’alphabet latin.